# Wet melding ongebruikelijke transacties
De voormalige Nederlandse Wet melding ongebruikelijke transacties (Wet MOT) was een wet die op 16 december 1993 was ingevoerd, nadat nationaal en internationaal werd besloten om de invloed van crimineel geld op de samenleving in te perken. Een belangrijk doel hierbij is het tegengaan van witwassen.
Sinds 1994 moeten banken en andere financiële instellingen zoals levensverzekeraars, creditcardmaatschappijen en casino's "ongebruikelijke transacties" melden aan het Meldpunt Ongebruikelijke Transacties in Zoetermeer. Dit meldpunt is op 1 januari 2006 gefuseerd met het Bureau ter politiële ondersteuning van de Landelijke Officier van Justitie inzake de Wet MOT (BLOM) tot de Financial Intelligence Unit - Nederland (FIU-NL). De FIU-NL is ondergebracht bij het Korps landelijke politiediensten (KLPD). 
Vanaf december 2001 geldt de meldplicht ook voor handelaren in auto's, schepen, kunst en antiek, goud, zilver en juwelen en dergelijke en vanaf 1 juni 2003 ook voor dienstverleners zoals advocaten, accountants, notarissen, makelaars en belastingadviseurs. 
Een bijzondere moeilijkheid hierbij was de juiste omschrijving van het begrip 'makelaar'. Tot 2001 was dit beroep immers wettelijk beschermd (de titel was uitdrukkelijk in het Wetboek van Koophandel vermeld) en onbevoegd gebruik leverde een strafbaar feit op volgens het wetboek van Strafrecht. De Wet MOT verwijst daarom naar "tussenpersonen als bedoeld in artikel 62 Wetboek van Koophandel voor zover deze bemiddelen bij de totstandkoming van overeenkomsten met betrekking tot onroerende zaken".  Ook de aan- en verkoop van vermogensrechten, zoals een appartementsrecht, valt hieronder. 
Of een transactie ongebruikelijk is, wordt bepaald aan de hand van een lijst met indicatoren, die door de Minister van Financiën en de Minister van Justitie gezamenlijk is vastgesteld. Daarbij wordt bijvoorbeeld gekeken naar: 
- Ongewoon grote geldopnames, stortingen en betalingen met contant geld.
- Geldwisseltransacties van ongewoon grote bedragen.
- Transacties boven een bepaalde grenswaarde, die niet verklaard kan worden uit de gewone bedrijfsvoering van een klant.

De wet sluit uit dat een melder strafrechtelijk kan worden vervolgd op grond van de gegevens die hij heeft gemeld op basis van de Wet MOT. Ook civielrechtelijk kan de melder niet aansprakelijk worden gesteld voor de schade die een derde als gevolg van een melding lijdt, tenzij aannemelijk wordt gemaakt dat de melder de transactie in redelijkheid niet had mogen melden.
Een melding moet, voor zover mogelijk, de volgende gegevens bevatten:
- de identiteit van de klant;
- de aard en het nummer van het identiteitsbewijs van de klant;
- de aard, het tijdstip en de plaats van de transactie;
- de omvang van de transactie;
- de herkomst en bestemming van het geld of de andere waarden die bij de transactie zijn betrokken;
- de omstandigheden die de transactie ongebruikelijk maken.

Het Meldpunt kan een melder om aanvullende informatie omtrent de ongebruikelijke transactie vragen (de zogenaamde "Artikel 10 bevraging"). De melder is verplicht deze vragen te beantwoorden.
Ten slotte wordt op de meldplicht toezicht uitgeoefend. Wanneer een melder zich niet houdt aan de bepalingen van de Wet MOT pleegt deze een economisch delict.
In 2005 ontving het Meldpunt 181.000 meldingen van ongebruikelijke transacties. Na beoordeling door het Meldpunt werden hiervan 38.000, met een totaal bedrag van 1,1 miljard euro als verdacht doorgegeven aan o.a. de politie. In 2007 ontving het Meldpunt 214.040 meldingen van ongebruikelijke transacties. Na beoordeling door het Meldpunt werden hiervan 45.656 als verdacht doorgegeven aan o.a. de politie. In 2016 heeft de FIU-Nederland ruim 417.000 meldingen van ongebruikelijke transacties ontvangen. Ze heeft ruim 53.000 verdachte
transacties doorgemeld naar de opsporing, waarbij de laatste een waarde vertegenwoordigen van ruim 4 miljard euro.
Per 1 augustus 2008 is de Wet MOT (samen met de Wet identificatie bij dienstverlening) opgegaan in de Wet ter voorkoming van witwassen en financieren van terrorisme (Wwft). Er heeft ook een herziening plaatsgevonden in de Wwft, namelijk het feit dat financiële instellingen nu zelf interne regels moeten opstellen voor subjectieve factoren (beoordelingselementen). Subjectieve factoren kunnen zijn dat de klant zenuwachtig is, moeilijk doet over identificatie, enz.